# Prendimi e portami via
Prendimi e portami via è un film drammatico italiano del 2003, diretto da Tonino Zangardi. Gli interpreti principali sono Valeria Golino e Rodolfo Laganà.